# Hu Xuwei
Dans ce nom chinois, le nom de famille, Hu, précède le nom personnel.
Pour les articles homonymes, voir Hu.
Hu Xuwei (en chinois : 胡旭威), né le 25 février 1997 au Guangxi, est un gymnaste artistique chinois.

## Carrière
Hu Xuwei est médaillé d'or à la barre fixe et au concours général par équipes ainsi que médaillé d'argent au concours général individuel et aux barres parallèles aux Championnats d'Asie 2019 à Oulan-Bator. Il est ensuite médaillé d'or aux barres parallèles et à la barre fixe aux Championnats du monde de gymnastique artistique 2021.